# Pygopleurus deuvei
Pygopleurus deuvei là một loài bọ cánh cứng trong họ Glaphyridae. Loài này được Montreuil & Serri miêu tả khoa học năm 2007.